# Магнитогорское городское собрание депутатов
Магнитогорское городское Собрание депутатов (МГСД) - является представительным органом местного самоуправления городского округа город Магнитогорск Челябинской области. Это коллегиальный законодательный орган, обеспечивающий представительство интересов жителей города и решение вопросов местного значения в соответствии с федеральным законодательством и уставом города.

## История
Первый состав Магнитогорского городского Собрания депутатов был избран 22 декабря 1996 года и состоял из 31 депутата. Первым председателем горсобрания был избран Фаик Абдуллович Мухаметзянов, выдвинутый кандидатом от Магнитогорского металлургического комбината. Практически все депутаты первого созыва имели опыт общественной работы в КПСС, комсомоле, профсоюзах и других организациях. МГСД I созыва действовало в сложных условиях формирования российского государства и рыночных реформ, когда ощущалась нехватка федеральных, региональных и особенно муниципальных законодательных норм.

## Структура и организация
Городское Собрание образует из числа депутатов постоянные и временные комиссии для предварительного рассмотрения и подготовки вопросов, относящихся к компетенции Собрания, содействия проведению в жизнь его решений и осуществления контро
ля.
Магнитогорское городское Собрание депутатов как представительный орган местного самоуправления обладает следующими основными полномочиями:
1. Нормотворческие функции:[3]
  - Принятие и изменение Устава города Магнитогорска
  - Принятие решений по вопросам местного значения
  - Установление местных налогов и сборов
2. Бюджетные полномочия:
  - Утверждение местного бюджета и отчета о его исполнении
  - Контроль исполнения бюджета
3. Организационные полномочия:
  - Формирование контрольно-счетной палаты
  - Избрание и освобождение от должности председателя и заместителей председателя городского Собрания
  - Принятие решений об удалении главы города в отставку
4. Планирование и развитие:
  - Принятие планов и программ развития города
  - Определение порядка управления и распоряжения муниципальным имуществом
  - Утверждение правил землепользования и застройки
5. Социальные функции:
  - Учреждение городских наград и почетных званий

## Состав действующего Магнитогорского городского Собрания
Действующий VI созыв (2020–2025):
- Всего депутатов: 32. С 2025 года количество место сократиться до 30[5]
- Избираются по одномандатным округам[6]
- Депутаты избираются на 5 лет
- По результатам выборов, все места у представителей партии "Единая Россия"[7][8]

## Выборы - 2025
Очередные выборы в Магнитогорское городское Собрание депутатов (VII созыв) назначены на 14 сентября 2025 года. На момент июля 2025 года действующий VI созыв продолжает работу, в его составе — 31 депутат по одномандатным округам, но следующий созыв будет состоять из 30 депутатов (в связи с обновлением схемы округов и выравниванием их по численности населения).